# Pershore Abbey

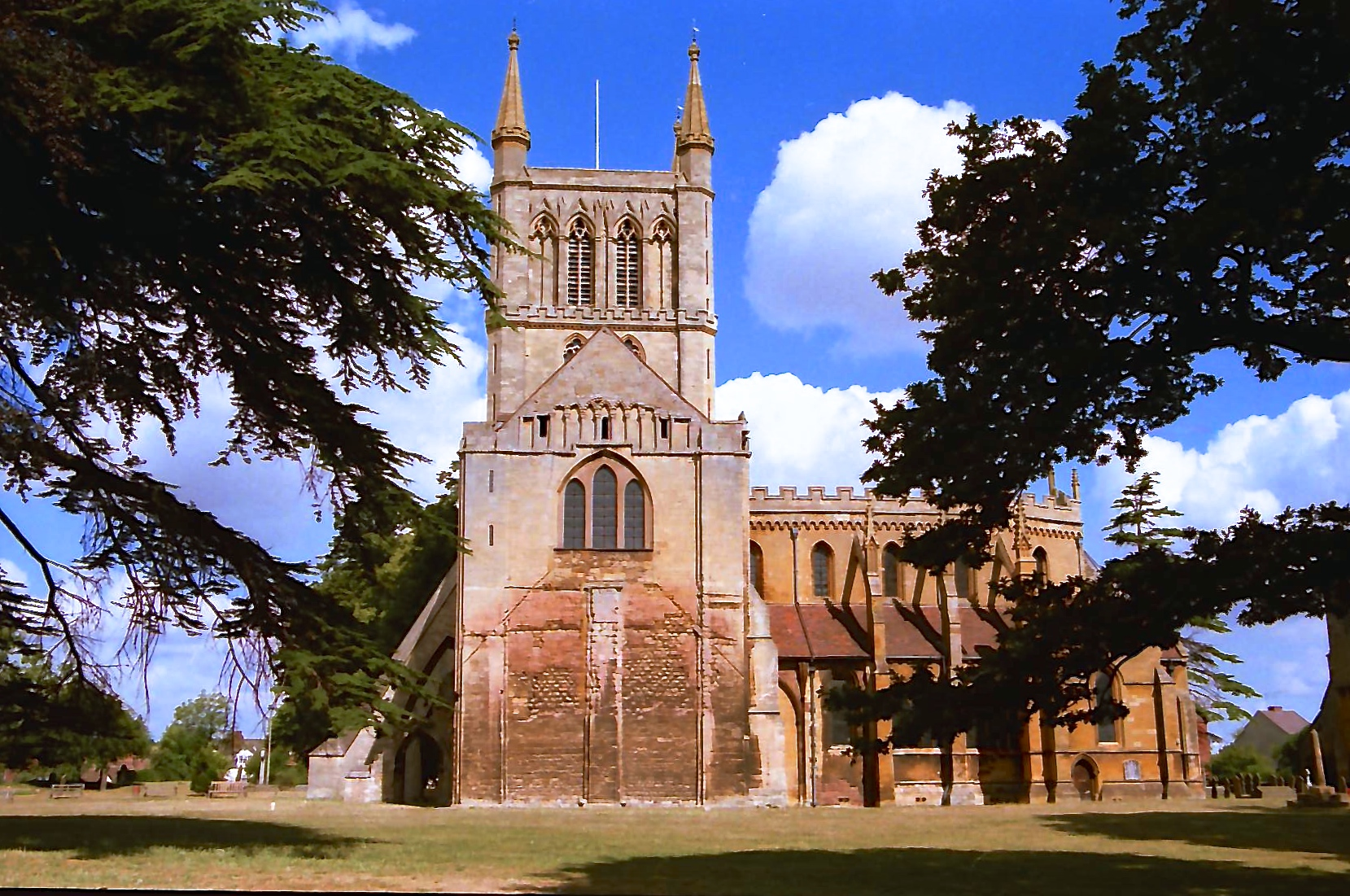
Pershore Abbey

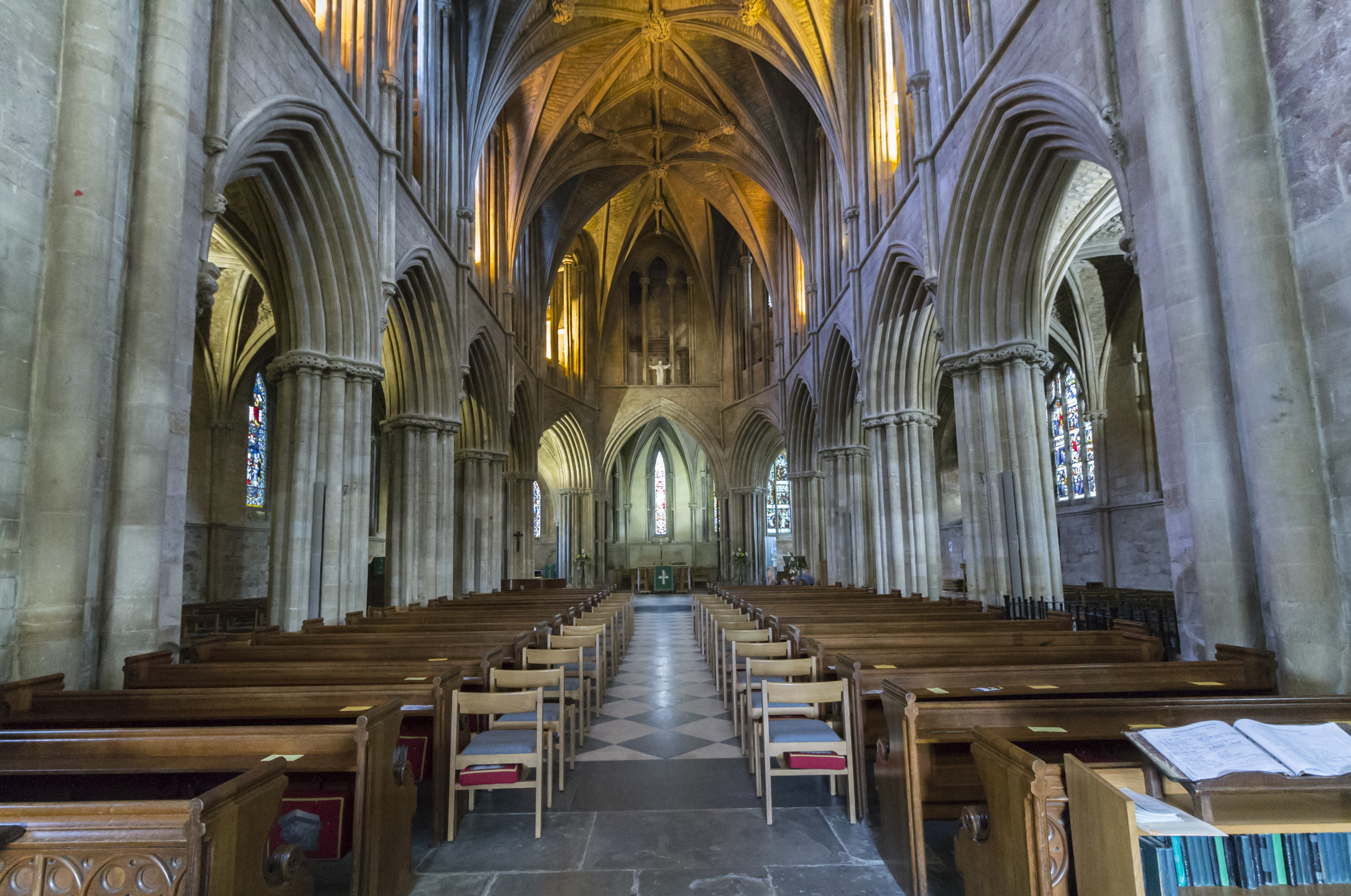
Ehem. Chor der Kirche

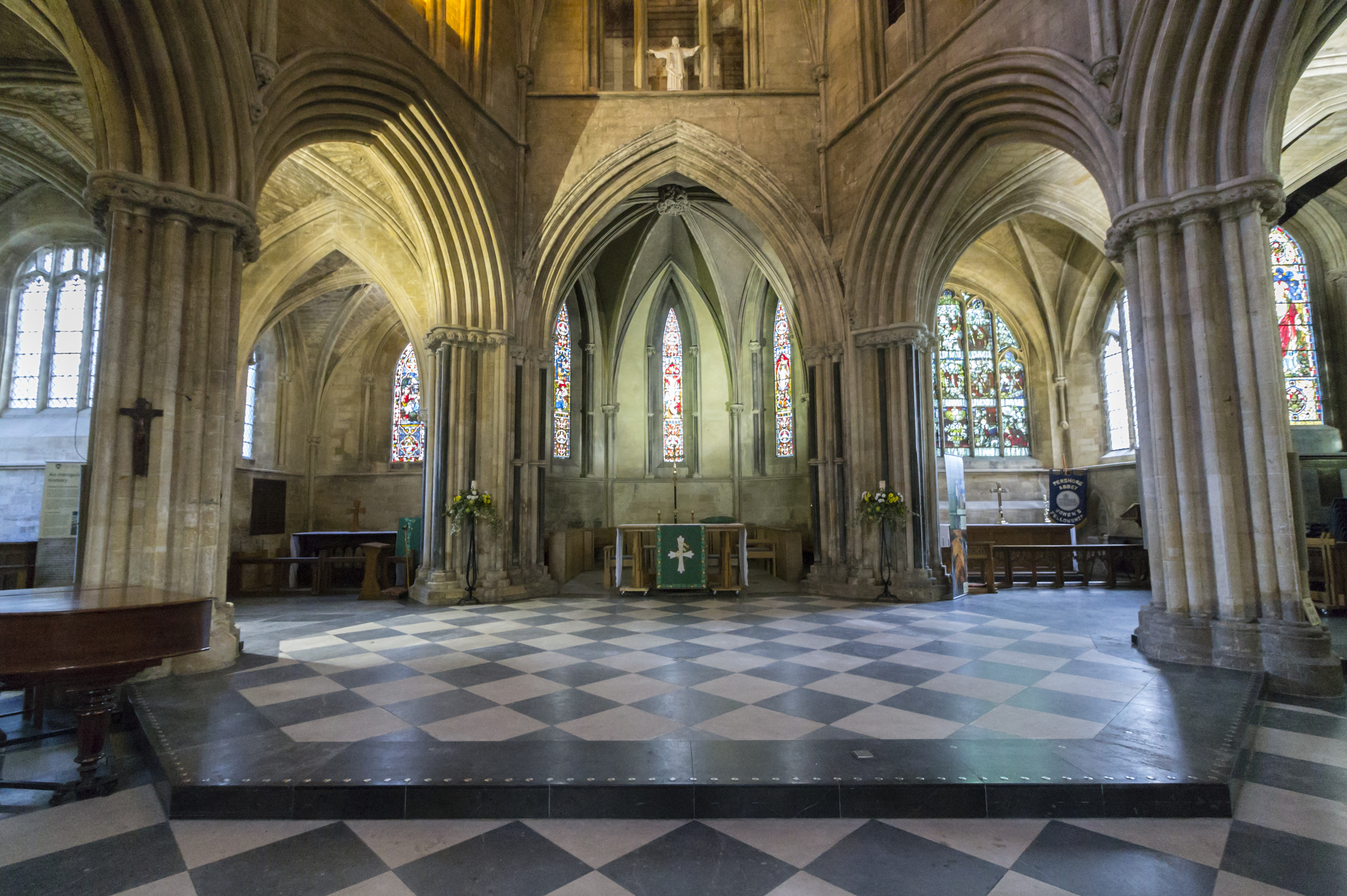
Ostteile des Chores

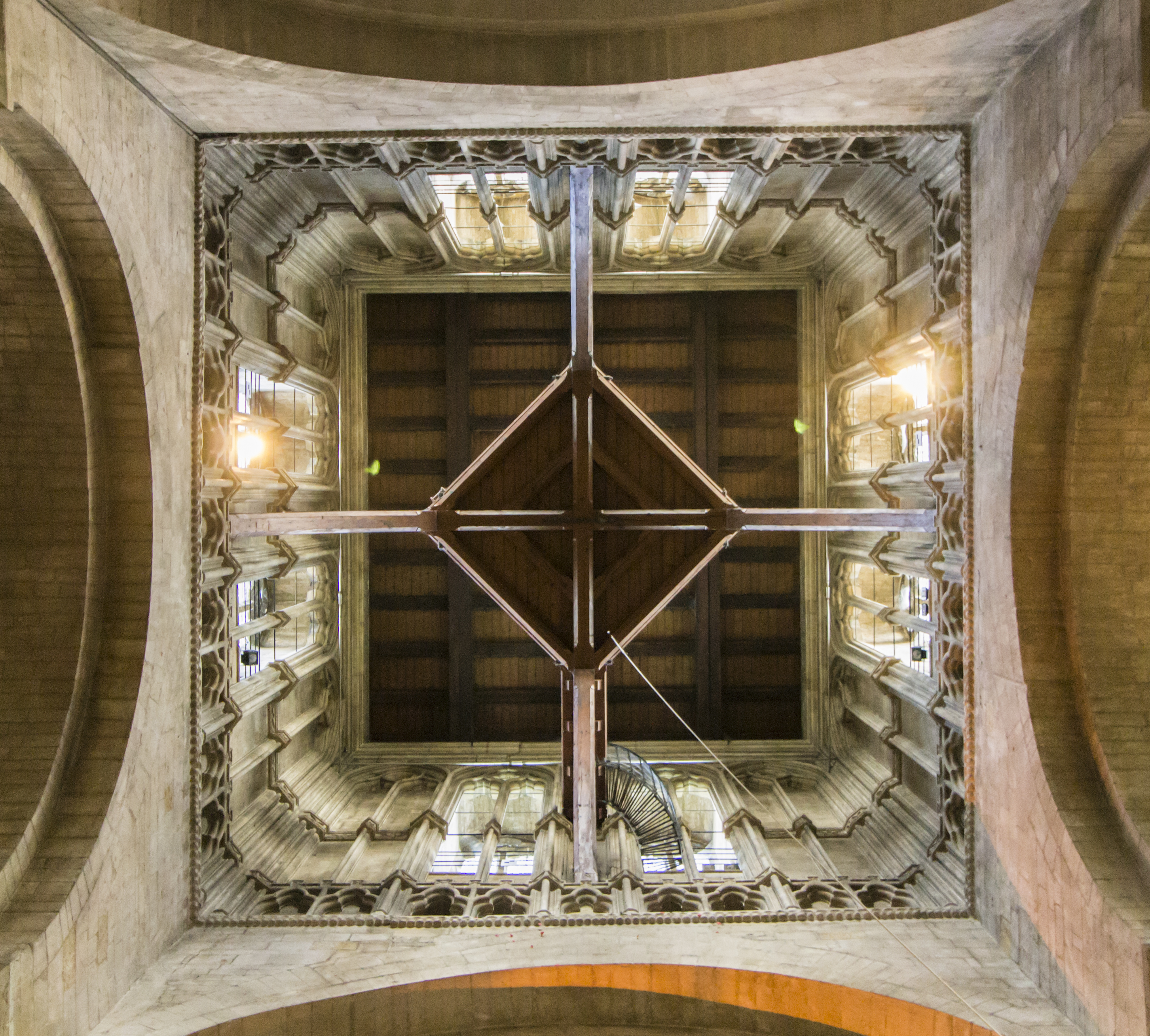
Vierungs- oder Laternenturm

Die Pershore Abbey ist ein ehemaliges Benediktinerkloster und eine heutige Pfarrkirche (parish church) beim Ort Pershore in der Grafschaft (county) Worcestershire. Die nur in Teilen erhaltene Kirche trägt die Patrozinien des Heiligen Kreuzes (holy cross) und der hl. Edburga von Winchester († 960); sie ist als Grade-I-Bauwerk eingestuft und gehört zum Major Churches Network.

## Lage
Der etwa 8500 Einwohner zählende Ort Pershore liegt an einer Schleife des Flusses Avon in einer Höhe von ca. 20 m. Die Entfernung nach London beträgt ca. 200 km in südöstlicher Richtung; die Großstadt Birmingham ist etwa 55 km in nördlicher Richtung entfernt. Die Kirche liegt am westlichen Ortsrand.

## Geschichte
Das Kloster wurde bereits in der Zeit des Königs Æthelred von Mercia (um 700) gegründet. Um das Jahr 1000 gelangte es in die Hände des Benediktinerordens, wurde aber kurz darauf durch ein Feuer zerstört. Der Adlige Odda von Deerhurst nahm sich jedoch des Klosters an und stiftete Ländereien; nach seinem Tod († 1056) wurde er im Kloster beigesetzt, doch fielen viele seiner Stiftungen an die königliche Abtei von Westminster. Im 14. Jahrhundert nahm sich der wohlhabende Adlige Adam de Harvington des Klosters an und förderte seinen Neubau. Im Zuge der Auflösung der englischen Klöster (1536–1541) durch Heinrich VIII. wurden die Klostergebäude mitsamt dem Westteil der Kirche abgerissen. Im Jahr 1686 fiel der nördliche Querhausarm in sich zusammen und wurde durch eine Wand ersetzt. In den Jahren 1862–64 unternahm der Architekt George Gilbert Scott eine gründliche Restaurierung, bei der auch der Vierungsturm zur Kirche hin geöffnet wurde, so dass ein Laternenturm entstand. Die Ecktürmchen des Turmes sind eine Zutat aus dem Jahr 1871.

## Architektur
Die von einem hohen Vierungsturm überragte hoch- bis spätgotische Kirche war dreischiffig mit Bündelpfeilerarkaden, basilikal angelegt und gewölbt, was auf eine bedeutende Kirche hinweist; überdies hatte sie ein Querhaus. Ungewöhnlich ist die Verbreiterung der östlichen Teile des Chores, doch konnten auf diese Weise an mehreren Altären Messen gelesen werden.